# Coupe de Tunisie de football 2019-2020
 (septembre 2022).
Si vous disposez d'ouvrages ou d'articles de référence ou si vous connaissez des sites web de qualité traitant du thème abordé ici, merci de compléter l'article en donnant les références utiles à sa vérifiabilité et en les liant à la section « Notes et références ».
Navigation
Coupe de Tunisie 2018-2019 Coupe de Tunisie 2020-2021
La coupe de Tunisie de football 2019-2020 est la 63e édition de la coupe de Tunisie depuis 1956 et la 88e au total, une compétition à élimination directe mettant aux prises des centaines de clubs de football amateurs et professionnels à travers la Tunisie. Elle est organisée par la Fédération tunisienne de football.

## 1ertour
| Date du match    | Équipe 1                         | Équipe 2                           | Score 90 min | Score Prol. | Tirs au but |
| ---------------- | -------------------------------- | ---------------------------------- | ------------ | ----------- | ----------- |
| 8 novembre 2019  | Sfax railway sport               | Étoile sportive de Radès           | 2-0          |             |             |
| 9 novembre 2019  | Sporting Club de Ben Arous       | Stade Gabésien                     | 0-0          | 1-0         |             |
| 9 novembre 2019  | Association sportive de l'Ariana | Avenir sportif de Gabès            | 2-2          | 3-2         |             |
| 10 novembre 2019 | Étoile olympique de Sidi Bouzid  | Espoir sportif de Hammam Sousse    | 1-1          | 1-1         | 2-3         |
| 10 novembre 2019 | Club sportif de Menzel Bouzelfa  | Espérance sportive de Zarzis       | 0-0          | 0-2         |             |
| 10 novembre 2019 | Olympique de Béja                | Avenir sportif de Sbikha           | 1-1          | 1-1         | 3-4         |
| 10 novembre 2019 | Avenir sportif de Rejiche        | Stade africain de Menzel Bourguiba | 2-1          |             |             |
| 10 novembre 2019 | Stade sportif sfaxien            | Jendouba Sports                    | 1-2          |             |             |
| 10 novembre 2019 | Avenir sportif d'Oued Ellil      | Club olympique de Médenine         | 1-1          | 1-1         | 3-2         |
| 10 novembre 2019 | Croissant sportif de M'saken     | Association sportive de Djerba     | 1-1          | 2-3         |             |
| 10 novembre 2019 | El Gawafel sportives de Gafsa    | Avenir sportif de Kasserine        | 2-1          |             |             |
| 10 novembre 2019 | Espoir sportif de Jerba Midoun   | Avenir sportif de La Marsa         | 1-2          |             |             |

## 2etour
| Date du match  | Équipe 1                          | Équipe 2                            | Score 90 min | Score Prol. | Tirs au but |
| -------------- | --------------------------------- | ----------------------------------- | ------------ | ----------- | ----------- |
| Reporté        | Zitouna sportive de Chammakh      | Club sportif de Jebeniana           |              |             |             |
| 4 janvier 2020 | Étoile olympique La Goulette Kram | Grombalia Sports                    | 0-0          | 0-0         | 4-3         |
| 4 janvier 2020 | Astre sportif d'Agareb            | Club sportif hilalien               | 2-0          |             |             |
| 4 janvier 2020 | Football Club de Menzel Temime    | Baath sportif de Sidi Amor Bouhajla | 0-0          | 0-0         | 4-3         |
| 5 janvier 2020 | Océano Club de Kerkennah          | Association sportive de Djerba      | 0-1          |             |             |
| 5 janvier 2020 | Association sportive de l'Ariana  | La Palme sportive de Tozeur         | 3-0          |             |             |
| 5 janvier 2020 | Sporting Club de Moknine          | Avenir sportif de La Marsa          | 1-2          |             |             |
| 5 janvier 2020 | Avenir sportif de Sbikha          | Sfax railways sport                 | 1-0          |             |             |
| 5 janvier 2020 | El Gawafel sportives de Gafsa     | Espérance sportive de Zarzis        | 1-0          |             |             |
| 5 janvier 2020 | Sporting Club de Ben Arous        | Espoir sportif de Rogba             | 3-0          |             |             |
| 5 janvier 2020 | Avenir sportif d'Oued Ellil       | Jendouba Sports                     | 0-0          | 0-0         | 5-4         |
| 5 janvier 2020 | Lion sportif de Ksibet Sousse     | Avenir sportif de Rejiche           | 0-2          |             |             |
| 5 janvier 2020 | Club olympique des transports     | Union sportive de Borj El Amri      | 1-1          | 1-1         | 3-4         |
| 5 janvier 2020 | Club Ahly sfaxien                 | Wided sportif d'El Hamma            | 0-1          |             |             |
| 5 janvier 2020 | Club sportif de Korba             | Al Ahly Hajri                       | 1-0          |             |             |
| 5 janvier 2020 | Kalâa Sport                       | El Makarem de Mahdia                | 2-0          |             |             |
| 5 janvier 2020 | Espoir sportif de Hammam Sousse   | Union sportive de Bousalem          | 0-1          |             |             |
| 5 janvier 2020 | El Maali sportive de Sejnane      | Jeunesse sportive de Tebourba       | 2-0          |             |             |

## Seizièmes de finale
| Date du match   | Équipe 1                       | Équipe 2                         | Score 90 min | Score Prol. | Tirs au but |
| --------------- | ------------------------------ | -------------------------------- | ------------ | ----------- | ----------- |
| 28 février 2020 | Union sportive de Borj El Amri | Kalâa Sport                      | 0-0          | 0-1         |             |
| 29 février 2020 | Union sportive de Tataouine    | Association sportive de l'Ariana | 4-2          |             |             |
| 29 février 2020 | Croissant sportif chebbien     | Union sportive de Ben Guerdane   | 0-0          | 0-0         | 5-4         |
| 29 février 2020 | Jeunesse sportive kairouanaise | Club africain                    | 0-3          |             |             |
| 29 février 2020 | El Maali sportive de Sejnane   | Wided sportif d'El Hamma         | 1-1          | 1-1         | 6-7         |
| 29 février 2020 | Football Club de Menzel Temime | Sporting Club de Ben Arous       | 1-2          |             |             |
| 1er mars 2020   | Association sportive de Djerba | Club sportif de Hammam Lif       | 3-2          |             |             |
| 1er mars 2020   | Avenir sportif de Rejiche      | Club sportif sfaxien             | 1-1          | 1-1         | 2-3         |
| 1er mars 2020   | Union sportive de Bousalem     | El Gawafel sportives de Gafsa    | 0-1          |             |             |
| 1er mars 2020   | Astre sportif d'Agareb         | Avenir sportif de La Marsa       | 0-0          | 0-1         |             |
| 1er mars 2020   | Étoile sportive de Métlaoui    | Avenir sportif d'Oued Ellil      | 1-0          |             |             |
| 1er mars 2020   | Grombalia Sports               | Club athlétique bizertin         | 0-4          |             |             |
| 1er mars 2020   | Zitouna sportive de Chammakh   | Union sportive monastirienne     | 0-1          |             |             |
| 1er mars 2020   | Stade tunisien                 | Avenir sportif de Soliman        | 1-0          |             |             |
| 11 mars 2020    | Avenir sportif de Sbikha       | Espérance sportive de Tunis      |              |             |             |
| 11 mars 2020    | Club sportif de Korba          | Étoile sportive du Sahel         |              |             |             |

## Huitièmes de finale
| Date du match | Équipe 1                       | Équipe 2                    | Score 90 min | Score Prol. | Tirs au but |
| ------------- | ------------------------------ | --------------------------- | ------------ | ----------- | ----------- |
| 15 mars 2020  | El Gawafel sportives de Gafsa  | Stade tunisien              | 3-1          |             |             |
| 15 mars 2020  | Union sportive monastirienne   | Club africain               | 1-0          |             |             |
| 15 mars 2020  | Club athlétique bizertin       | Union sportive de Tataouine | 1-1          | 1-1         | 2-4         |
| 15 mars 2020  | Croissant sportif chebbien     | Sporting Club de Ben Arous  | 3-1          |             |             |
| 15 mars 2020  | Étoile sportive de Métlaoui    | Étoile sportive du Sahel    | 1-1          | 2-2         | 3-1         |
| 15 mars 2020  | Association sportive de Djerba | Club sportif sfaxien        | 0-2          |             |             |
| 15 mars 2020  | Kalâa Sport                    | Wided sportif d'El Hamma    | 1-0          |             |             |
| 15 mars 2020  | Avenir sportif de La Marsa     | Espérance sportive de Tunis | 0-2          |             |             |

## Quarts de finale
| Date du match     | Équipe 1                      | Équipe 2                     | Score 90 min | Score Prol. | Tirs au but |
| ----------------- | ----------------------------- | ---------------------------- | ------------ | ----------- | ----------- |
| 16 septembre 2020 | El Gawafel sportives de Gafsa | Union sportive monastirienne | 2-3          |             |             |
| 16 septembre 2020 | Union sportive de Tataouine   | Croissant sportif chebbien   | 0-0          | 1-1         | 1-4         |
| 16 septembre 2020 | Étoile sportive de Métlaoui   | Club sportif sfaxien         | 0-1          |             |             |
| 16 septembre 2020 | Kalâa Sport                   | Espérance sportive de Tunis  | 1-2          |             |             |

## Demi-finales
| Date              | Équipe 1                   | Équipe 2                     | Score 90 min | Score Prol. | Tirs au but |
| ----------------- | -------------------------- | ---------------------------- | ------------ | ----------- | ----------- |
| 23 septembre 2020 | Club sportif sfaxien       | Union sportive monastirienne | 0-0          | 0-1         |             |
| 23 septembre 2020 | Croissant sportif chebbien | Espérance sportive de Tunis  | 0-2          |             |             |

## Finale
La finale, entre l'Union sportive monastirienne et l'Espérance sportive de Tunis a lieu le 27 septembre 2020 au stade Mustapha-Ben-Jannet de Monastir.
L'Union sportive monastirienne remporte le match sur un score de 2-0, s'offrant la première coupe de Tunisie de son histoire.
| Date              | Équipe 1                     | Équipe 2                    | Score 90 min | Score Prol. | Tirs au but |
| ----------------- | ---------------------------- | --------------------------- | ------------ | ----------- | ----------- |
| 27 septembre 2020 | Union sportive monastirienne | Espérance sportive de Tunis | 2-0          |             |             |

| Finale                  | US Monastir (L1)                                | 2 - 0  | ES Tunis (L1) | Stade Mustapha-Ben-Jannet, Monastir                                                                             | |
| 27 septembre 2020 19h00 | 40e (csc) Abdelkader Bedrane · 82e Yassine Amri | (1- 0) |               | Spectateurs : 0 (huis clos) Diffuseur : Télévision tunisienne 1, Al-Kass Sports Channel Arbitrage : Sadok Selmi | Spectateurs : 0 (huis clos) Diffuseur : Télévision tunisienne 1, Al-Kass Sports Channel Arbitrage : Sadok Selmi |
| 27 septembre 2020 19h00 | Rapport                                         |        |               | Spectateurs : 0 (huis clos) Diffuseur : Télévision tunisienne 1, Al-Kass Sports Channel Arbitrage : Sadok Selmi | Spectateurs : 0 (huis clos) Diffuseur : Télévision tunisienne 1, Al-Kass Sports Channel Arbitrage : Sadok Selmi |

| Monastir | ES Tunis |